# Acinopterus rileyi
Acinopterus rileyi är en insektsart som beskrevs av Lawson 1927. Acinopterus rileyi ingår i släktet Acinopterus och familjen dvärgstritar. Inga underarter finns listade i Catalogue of Life.